# 孔蒂利亚诺
孔蒂利亚诺（義大利語：Contigliano），是意大利列蒂省的一个市镇。总面积53.51平方公里，人口3633人，人口密度67.9人/平方公里（2009年）。ISTAT代码为057025。